# The Fast and the Furious: Drift
The Fast and the Furious: Drift (stylisé DRIFT ) est un jeu vidéo de course développé et édité par Raw Thrills sur arcade. Il s'agit du cinquième jeu basé sur la franchise Fast and Furious. Ce jeu utilise des éléments du troisième film de la série, sorti un an auparavant. 

## Système de jeu
Drift est très similaire à son prédécesseur. Mais il a aussi sept nouvelles pistes et quelques voitures, ainsi qu'une nouvelle bande son. Comme son prédécesseur, des fonctionnalités personnalisables ajoutent à la voiture comme le N2O (protoxyde d'azote), l’aileron (pour la vitesse), les autocollants, les roues (pour la traction) et le moteur (pour l'accélération). Contrairement au premier jeu et à son spin-off, qui a un nouveau système de statut; Les joueurs peuvent voir leur voiture et leurs mises à jour. Les nouvelles voitures sont les Ford GT, Ford Mustang, Dodge Viper, Dodge Challenger, Saleen S7, Mazda RX-8, Mazda RX-7, Pontiac Solstice et Chevrolet Camaro. Les voitures prises dans une cape sont la Toyota Supra, la Toyota MR2, la Mitsubishi Eclipse, la Mitsubishi Lancer Evolution, la Nissan 240SX, la Toyota Celica, la Dodge Charger, la Chevrolet Corvette, la Pontiac Firebird et la Pontiac GTO. Comme son prédécesseur, il possède le code PIN qui peut enregistrer les progrès réalisés par le joueur. 
L'ancien concepteur sonore de Midway, Jon Hey, a suivi sa création du pack sonore The Fast and the Furious: Super Bikes avec le développement audio de ce jeu. 